# قائمة الأفلام الفلسطينية
قائمة الأفلام الفلسطينية وتشمل الأفلام التي أنتجت على أرض فلسطين المحتلة بكامل مساحتها 27027 كم مربع، والمرتبطة بالقضية الفلسطينية أو من الإنتاج الفلسطيني.

## الأرقام
- 3000 ليلة (2015).[1]
- 200 متر (2020) للمخرج أمين نايفة.[2]

## أ
- آثار في الصخر البعيد (2000).[3]
- أبناء عيلبون (2007).
- أحلام المنفى (2001).[4]
- أغنية ياسمين (2005).[5]
- أنت، أنا، القدس (1995).
- أربع أغاني لفلسطين (2001)[6]
- أغنية الحجارة (1990).
- أين يجب أن تطير الطيور؟ (2013).
- أمريكا (2009).[7]
- أصلحني (2013) فيلم وثائقي.
- أسطورة (1998).[8]
- الذاكرة الخصبة (1980).[9]
- المكان (2000) فن الفيديو للمخرجة عزة الحسن.
- المر والرمان (2008).[10]
- الإجهاد (1998).
- التهادي (2001).
- الناصرة 2000 (2000).[11]
- القدس في يوم آخر (2002).[12]
- انظر في عيونهم دائماً (2007) فيلم وثائقي مدته خمسون دقيقة، للمخرجة عزة الحسن.[13]
- الانتظار (2005).[14]
- الهدية (2021) فيلم قصير.
- الوقت المتبقي (2009).
- الخصوصية (2004).
- العودة الى جذور المرء (2013).
- اجتياح (2003).
- الأستاذ (2023).
- المنقذ (2014).[15]
- التقارير حول سارة وسليم (2018) للمخرج مؤيد عليان.
- الدرس الأول (2013) فيلم قصير.[16]
- الصورة الأولى (2006).[17]
- الغرفة الرابعة (2005) فيلم وثائقي قصير مدته 25 دقيقة، للمخرجة ناهد عواد.
- اصطياد الأشباح (2017).[18]
- الحرية العظمى (2010).
- الانتظار (2005).
- الجدار الحديدي (2006).[19]
- المحبوب (2015).[20]
- المريخ عند شروق الشمس (2014).
- القدس: قصة الجانب الشرقي (2007).[21]
- التكلفة الأعلى للمعيشة في القدس (2000).
- الأرض بتتكلم عربي (2007) فيلم وثائقي.[22]
- العشاء الأخير في أبو ديس (2005).[23]
- القناص (2013) فيلم قصير.
- إن شاء الله (2012).[24]
- الى بطن الحوت (2010).[25]
- إنهم غير موجودين (1974).

## ب
- بحثاً عن حصن الموت (2004) فن الفيديو للمخرجة عزة الحسن.

## ت
- تاريخ ما بعد أوسلو (1998).[26]
- تفاح الجولان (2012).
- تذكرة الى القدس (2002) للمخرج رشيد مشهراوي.

## ج
- جنين جنين (2002).[27]
- جيرمي هاردي في مواجهة الجيش الإسرائيلي (2003).[28]

## ح
- حارتي (2013).[29]
- حول (2006).
- حيفا (1996).[30]
- حنين (2013) فيلم قصير.[31]
- حسن في كل مكان (2013).
- حتى إشعار آخر (1994).[32]
- حكاية الجواهر الثلاث (1995).[33]
- حصاد الزيتون (2003).
- حضور أسمهان الذي لا يطاق (2014) مدته 80 دقيقة، للمخرجة عزة الحسن.

## خ
- خمس دقائق عن بيتي (2008)، فيلم وثائقي مدته 52 دقيقة للمخرجة ناهد عواد.[34]

## د
- دموع غزة (2009) فيلم وثائقي.

## ر
- رجل بلا موبايل (2013).[35]
- ريكو في الليل (2007).[36]
- رماة الأقمار الصناعية (2001).

## ز
- زينة (2004).

## س
- سجل الاختفاء (1996).[37]
- سرقة الكتب الكبرى (2012).[38]
- سفر (2003).
- سارة (2014).[39]

## ص
- صك العنوان من موسى (1990) فيلم وثائقي مدته 30 دقيقة، للمخرجة عزة الحسن.

## ط
- طائرة ورقية (2012) وثائقي.[40]

## ع
- عيون الحرامية (2014).[41]
- عيد ميلاد ليلى (2008).[42]
- عبور قلنديا (2002).[43]
- عمر (2013).
- عرس رنا (2002).
- عرس الجليل (1987).

## غ
- غزة تنادي (2012) وثائقي مدته 65 دقيقة للمخرجة ناهد عواد.[44]
- غزة - لندن (2010).
- غزة مونامور (2020).[45]

## ف
- فاتنة (2009) رسوم متحركة ثلاثية الأبعاد[46]
- فلسطين المحتلة (1981).[47]
- فورد ترانزيت (2002).[48]
- فرحة (2021).[49]
- فلسطين الصغرى..يوميات الحصار(2021).[50]
- فلسطين في العين (1977).[51]
- فلسطين ستيريو (2013).
- فيلا توما (2014).[52]

## ق
- قبل أن تولد (2011) فيلم وثائقي مدته خمسون دقيقة، للمخرجة عزة الحسن.[53]
- قصة روميو وجوليت في فلسطين العادلة (2008).
- قصة المجوهرات الثلاث المفقودة (1994).

## ك
- كأننا عشرون مستحيلاً (2003).[54]

## ل
- لأنّ الجذور لن تموت (1997) للمخرجة نبيهة لطفي.[55]
- لون الزيتون (2006).[56]
- لا تبكي (2022).[57]
- لا أرض أخرى (2024) فيلم وثائقي.[58]
- لما شفتك (2012).

## م
- مجرد يوم آخر(2009).[59]
- ملوك وكومبارس (2004) فيلم وثائقي مدته 62 دقيقة، للمخرجة عزة الحسن.[60]
- ميرال (2010).[61]
- ملح هذا البحر (2008).
- مقلاع الهيب هوب (2008).
- متران من هذا التراب (2012).

## ن
- نعيم ووديعة (1999).[62]
- نيوز تايم (2001) فيلم وثائقي مدنه 52 دقيقة، للمخرجة عزة الحسن.

## ه
- هي السندباد (2002) 30 دقيقة للمخرجة عزة الحسن.

## ي
- يد إلهية (2002).[63]
- يبقى الزعتر (2001).
- ياسمين (1996).
- يلا الى القمر (2013) فيلم قصير.